# Amtsgericht Greifenhagen

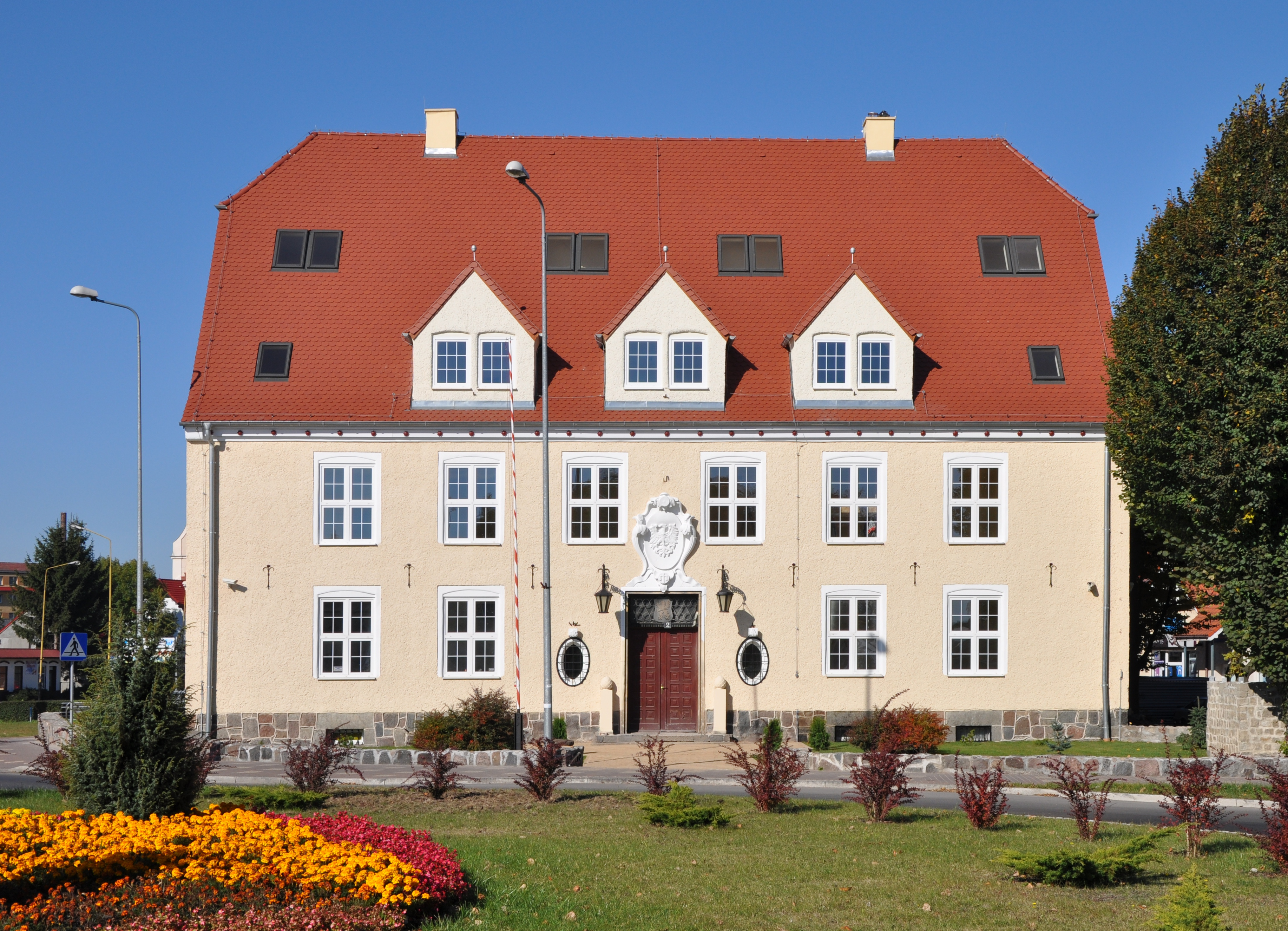
Ehem. Amtsgerichtsgebäude (2010)

Das Amtsgericht Greifenhagen war ein preußisches Amtsgericht mit Sitz in Greifenhagen, Provinz Pommern.

## Geschichte
Von 1849 bis 1879 bestand das Kreisgericht Greifenhagen. Das königlich preußische Amtsgericht Greifenhagen wurde mit Wirkung zum 1. Oktober 1879 als eines von 14 Amtsgerichten im Bezirk des Landgerichtes Stettin im Bezirk des Oberlandesgerichtes Stettin gebildet. Der Sitz des Gerichtes war Greifenhagen. Sein Gerichtsbezirk umfasste den Kreis Greifenhagen ohne die Teile, die dem Amtsgericht Bahn zugeordnet waren. Am Gericht bestanden 1880 zwei Richterstellen. Das Amtsgericht war damit ein mittelgroßes Amtsgericht im Landgerichtsbezirk. Gerichtstage wurden in Colbatz und Fiddichow gehalten.
Im Jahre 1945 wurden der größte Teil Pommerns, darunter der Sprengel des Amtsgerichtes Greifenhagen, unter polnische Verwaltung gestellt und die deutschen Bewohner vertrieben. Damit endete die Geschichte des Amtsgerichtes Greifenhagen. Unter polnischer Verwaltung entstand das Sąd Rejonowy w Gryfinie (1950–1975: Sąd Powiatowy w Gryfinie).